# Pandanus similis
Pandanus similis är en enhjärtbladig växtart som beskrevs av William Grant Craib. Pandanus similis ingår i släktet Pandanus och familjen Pandanaceae.
Artens utbredningsområde är Thailand. Inga underarter finns listade.